# Аль Бекрі
Аль Бекрі, Аль-Бакрі (англ. Al-Bakri; араб. أبو عبيد عبدالله بن عبد العزيز البكري) (1014—1094) — андалусійський мусульманський географ та історик.

## З біографії
Аль-Бакрі народився в Уельві, син владики тайфи Уельва. Коли його батько був повалений аль-Мутадидом він переїхав до Кордови, де він навчався географії та історії. Провів все своє життя в Аль-Андалус, більшість з них у Севільї і Альмерії.
До нашого часу дійшли дві праці цього вченого. Найважливіша праця Аль Бекрі — «Книга шляхів і держав». Аль-Бакрі писав про Європу, Північну Африку та Аравійський півострів.
Його роботи відрізняються відносною об'єктивністю, з якою вони представлені. Для кожної області, він описує людей, їх звичаї, а також географію, клімат і головні міста.